# Ravensworth (piantagione)
Ravensworth era una residenza padronale di piantagione collocata presso Annandale nella contea di Fairfax, in Virginia. Ravensworth era stata a suo tempo la residenza di William Fitzhugh, poi di William Henry Fitzhugh, di Mary Lee Fitzhugh Custis, di William Henry Fitzhugh Lee e di George Washington Custis Lee. Era stata costruita nel 1796.

## Storia
Quella di Ravensworth fu una delle tre case costruite sull'enorme concessione terriera di Ravensworth; le altre due furono le case padronali delle piantagioni di Ossian Hall e Oak Hill. William Fitzhugh acquistò inoltre una casa nel villaggio di Alexandria al n.607 di Oronoco Street nel 1799, dove la sua famiglia, nel 1818, ospitò la cugina, Anne Hill Carter Lee, vedova di Henry "Light Horse Harry" Lee, ed il figlio undicenne, il futuro generale Robert Edward Lee. Undici anni dopo, il 26 luglio 1829, Anne Hill Carter Lee morì a Ravensworth.

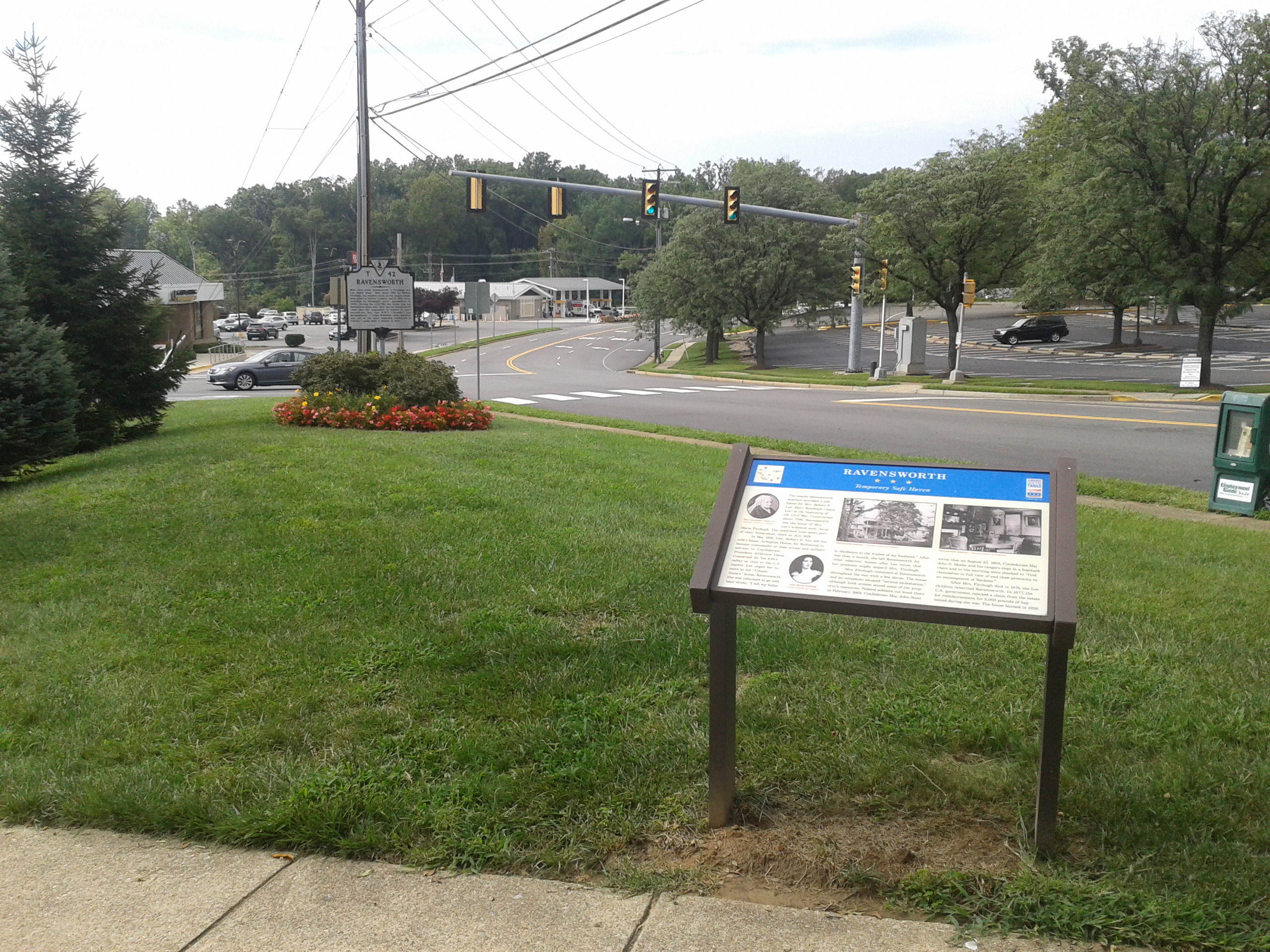
Pannello esplicativo lungo la strada di fronte all'attuale Ravensworth Shopping Center che descrive la storia della tenuta di Ravensworth.

William Fitzhugh morì e qui venne sepolto nel 1809.
Ravensworth passò quindi al figlio di Fitzhugh, William Henry Fitzhugh, il quale morì nel 1830. La vedova senza figli di William Henry Fitzhugh, Anna Maria Sarah Goldsborough Fitzhugh, condusse la tenuta sino alla sua morte, avvenuta nel 1874.
La figlia di William Fitzhugh e di Ann Bolling Randolph, Mary Lee Fitzhugh sposò George Washington Parke Custis (nipote di Martha Washington) e divenne la padrona di casa di Arlington House. Il loro nipote, il generale confederato William Henry Fitzhugh "Rooney" Lee, ereditò Ravensworth dopo la morte della sua prozia e qui visse dal 1874 sino alla sua morte nel 1891. Nel 1897 George Washington Custis Lee si spostò alla tenuta di Ravensworth dopo aver dato le dimissioni da preside della Washington and Lee University e qui visse sino alla propria morte nel 1913.
Quando Mary Anna Custis Lee venne costretta ad abbandonare Arlington House nel maggio 1861 dopo lo scoppio della guerra civile americana, rimase a Ravensworth per qualche tempo, ma successivamente decise di portarsi ancora più su temendo danni alla casa. Sia le forze unioniste che quelle confederate sfruttarono la tenuta di Ravensworth; nel corso del 1863, oltre a foraggiare le truppe dell'Unione, i terreni della tenuta vennero sfruttati anche dai partigiani comandati da John S. Mosby.
La casa bruciò in un misterioso incendio scoppiato il 1 agosto 1926.
Nel 1957, la vedova del dottor George Bolling Lee decise di vendere la tenuta. In quello stesso anno i resti del cimitero della famiglia Fitzhugh che qui era presente, incluse le tombe di William Fitzhugh e di sua moglie, vennero spostate e reinterrate nel cimitero di Pohick Church presso Lorton. Il luogo divenne successivamente sede di un nuovo insediamento che porta ancora oggi il nome di Ravensworth in onore dell'antica tenuta qui presente (al 2010 si contavano 2 466 abitanti in tutto).